# Taraxacum constrictifrons
Taraxacum constrictifrons là một loài thực vật có hoa trong họ Cúc. Loài này được Markl. ex Eklund & Markl. miêu tả khoa học đầu tiên năm 1938.